# 底哈都 (阿瓦)
底哈都（發音：[θìha̰ðù]，1394年—1425年），旧譯梯訶都，《明史》作新加斯，他是緬甸阿瓦王朝君主，1422年至1425年間在位。在他统治期间，阿瓦与勃固间的四十年战争正式结束。
底哈都是阿瓦國王明康與信彌奴的次子。1408年，底哈都受命任職實皆總督。1415年，底哈都率水師配合其兄明耶覺蘇瓦進攻伊洛瓦底三角洲。明耶覺蘇瓦於同年3月死後，底哈都成為王儲，並於1416年繼任戰略要地卑謬的總督。
1421年12月，勃固國王羅娑陀利崩逝，其子頻耶曇摩耶娑與頻耶蘭爭位。底哈都率軍沿伊洛瓦底江南下，他調解了此紛爭，攜公主信紹布北返。
1422年，明康崩逝，底哈都繼位為阿瓦國王。他立寡嫂紹敏拉為后，收繼父王的妃子信菩彌為妃。底哈都溺愛信菩彌，使得王后紹敏拉退隱佛寺。
底哈都後來溺愛信紹布，立其為妃，引起信菩彌的嫉妒。1425年8月，信菩彌與錫箔詔法密謀襲擊阿瓦。底哈都在戰事中遭遇伏擊，不久崩逝。策劃這次伏擊的是信菩彌，她試圖使其情人格禮傑當紐（明康異母兄德勒帕耶的兒子）登上王位。《明史》則是記載底哈都與木邦仇殺而死。底哈都死後被奉為緬甸神靈翁民梨辛標信。